# باشگاه فوتبال میلان فوتورو
باشگاه فوتبال میلان فوتورو (انگلیسی: Milan Futuro) یک باشگاه فوتبال مستقر در میلان، ایتالیا است که در حال حاضر در سری سی ایتالیا، سومین سطح لیگ فوتبال در این کشور به فعالیت می‌پردازد.
این باشگاه به عنوان تیم دوم و تغذیه‌کننده باشگاه فوتبال آ.ث. میلان فعال است.